# Luiz Carlos Salatiel
Luiz Carlos Barbosa Salatiel de Alencar (Araripe, 23 de abril de 1953) é um cantor, compositor, ator e produtor cultural cearense.

## Biografia
Nascido em Araripe, no Ceará, Luiz Carlos Salatiel atua na cena cultural do Cariri desde a década de 1970, perpassando linguagens como a música, o teatro, o cinema e a literatura.
Em 1986, trabalhou na direção e na produção executiva do disco Avallon, de Abidoral Jamacaru.
Em 1996, atuou no filme Corisco & Dadá, de Rosemberg Cariry.
Atuou também no filme Lua Cambará: Nas Escadarias do Palácio, de 2002, interpretando um cigano, além de participar da produção como assistente de produção e fotografia de cena.
Em 2004, lançou seu disco Contemporâneo, pelo selo OCA, com participações de músicos como Abidoral Jamacaru, Pantico Rocha, Eugênio Leandro, João do Crato, entre outros.